# عبد کاظم
عبد کاظم (انگلیسی: Abid Kadhim; ۱ ژانویهٔ ۱۹۴۲ – ۵ ژانویهٔ ۲۰۰۵) بازیکن فوتبال اهل عراق بود.
از باشگاه‌هایی که در آن بازی کرده‌است می‌توان به باشگاه فوتبال الشرطه (عراق) اشاره کرد.
وی همچنین در تیم ملی فوتبال عراق بازی کرده‌است.